# Psammotopa vulgaris
Psammotopa vulgaris is een eenoogkreeftjessoort uit de familie van de Miraciidae. De wetenschappelijke naam van de soort is voor het eerst geldig gepubliceerd in 1942 door Robert William Pennak.
Het was de eerste soort die beschreven werd in het nieuwe geslacht Psammotopa, dat Pennak in dezelfde publicatie invoerde. De soort kwam talrijk voor in de getijdenzone van het strand in Nobska, Falmouth (Massachusetts) en North Cape Cod (Massachusetts).